# 우먼센스
우먼센스는 대한민국의 잡지이다. 매월 발간되며 여성들을 주 독자층으로 삼았다.